# Partecipanti al Tour de France 1914
Qui di seguito viene riportato l'elenco dei partecipanti al Tour de France 1914.

## Corridori per squadra
Nota: R ritirato, NP non partito, FT fuori tempo massimo, S squalificato
| Alcyon-Soly          | Alcyon-Soly          | Alcyon-Soly          | J.B. Louvet - Continental | J.B. Louvet - Continental | J.B. Louvet - Continental | Isolati | Isolati               | Isolati |
| -------------------- | -------------------- | -------------------- | ------------------------- | ------------------------- | ------------------------- | ------- | --------------------- | ------- |
| 1                    | Marcel Buysse        | R 9ª                 | 50                        | René Vandenberghe         | 28º                       | 128     | Lucien Meunier        | R 1ª    |
| 2                    | Lucien Buysse        | R 10ª                | 51                        | Alfons Spiessens          | 6º                        | 129     | Joanny Panel          | R 2ª    |
| 3                    | Odiel Defraye        | R 10ª                | 52                        | Edouard Leonard           | R 6ª                      | 130     | Auguste Rossignol     | R 3ª    |
| 4                    | Paul Deman           | R 9ª                 | 53                        | Eugène Dhers              | R 5ª                      | 131     | Hostalier             | R 6ª    |
| 5                    | Jean Rossius         | 4º                   | 54                        | Pietro Fasoli             | R 9ª                      | 132     | François Flandin      | R 1ª    |
| 6                    | Joseph Verdickt      | R 2ª                 | 55                        | Jules Nempon              | 27º                       | 133     | Gaston Van Waesberghe | R 4ª    |
| 7                    | Louis Mottiat        | R 9ª                 | 56                        | Auguste Benoît            | R 4ª                      | 134     | Claudio Michelotto    | R 1ª    |
| 8                    | Dieudonné Gauthy     | R 3ª                 | Alleluia-Continental      | Alleluia-Continental      | Alleluia-Continental      | 135     | René Cottrel          | 47º     |
| Peugeot-Wolber       | Peugeot-Wolber       | Peugeot-Wolber       | 57                        | Camillo Bertarelli        | 37º                       | 138     | Henri Leclerc         | 54º     |
| 9                    | François Faber       | 9º                   | 58                        | Henri Lignon              | R 7ª                      | 139     | Alexandre Gervais     | R 5ª    |
| 10                   | Gustave Garrigou     | 5º                   | 59                        | Raymond Harquet           | 41º                       | 140     | Maurice Rossi         | R 3ª    |
| 11                   | Émile Georget        | 7º                   | 60                        | Angelo Erba               | 16º                       | 141     | Henry Allard          | 51º     |
| 12                   | Emile Engel          | R 8ª                 | 61                        | Emile Wirtz               | R 3ª                      | 142     | André Cottard         | R 1ª    |
| 13                   | Oscar Egg            | 13º                  | 62                        | Gaston Ducerisier         | R 4ª                      | 143     | Ducom                 | R 2ª    |
| 14                   | Eugène Christophe    | 11º                  | La Française - Hutchinson | La Française - Hutchinson | La Française - Hutchinson | 144     | Henri Viatoux         | R 1ª    |
| 15                   | Philippe Thys        | 1º                   | 64                        | Charles Crupelandt        | R 4ª                      | 145     | Paul Boillat          | R 3ª    |
| 16                   | Jean Alavoine        | 3º                   | 65                        | Octave Lapize             | R 10ª                     | 146     | Felix Pregnac         | R 1ª    |
| 17                   | Firmin Lambot        | 8º                   | 66                        | Georges Monseur           | R 6ª                      | 149     | Giovanni Casetta      | R 1ª    |
| 18                   | Henri Pélissier      | 2º                   | 67                        | Pierre Vuge               | R 11ª                     | 151     | Camille Botte         | 15º     |
| 19                   | Louis Heusghem       | 10º                  | 68                        | Omer Verschoore           | R 10ª                     | 152     | Florent Desanthoine   | R 6ª    |
| 20                   | Marcel Baumler       | 29º                  | 69                        | Georges Tribouillard      | R 3ª                      | 153     | Marc Mesnard          | R 1ª    |
| Automoto-Continental | Automoto-Continental | Automoto-Continental | Thomann-Soly              | Thomann-Soly              | Thomann-Soly              | 154     | Pierre Everaert       | 32º     |
| 21                   | Lucien Mazan         | R 9ª                 | 70                        | Léon Scieur               | 14º                       | 155     | Séraphin Morel        | R 6ª    |
| 22                   | Costante Girardengo  | R 6ª                 | 71                        | Jacques Coomans           | 19º                       | 156     | Julien Gabory         | R 4ª    |
| 23                   | Louis Luguet         | R 9ª                 | Isolati                   | Isolati                   | Isolati                   | 157     | Yves Quideau          | R 1ª    |
| 24                   | Angelo Gremo         | R 4ª                 | 101                       | Albert Macon              | R 5ª                      | 158     | Louis Ferrault        | R 1ª    |
| 25                   | Giuseppe Contesini   | R 11ª                | 102                       | Camille Van Marcke        | R 1ª                      | 159     | Louis Villemus        | R 3ª    |
| 26                   | Gaston Degy          | 40º                  | 103                       | Louis Bonino              | R 2ª                      | 160     | Gaetano Caravaglia    | R 6ª    |
| 27                   | Paul Duboc           | 31º                  | 104                       | Henri Alavoine            | 3º                        | 161     | Eduardo Cuchetti      | 49º     |
| 28                   | Louis Trousselier    | 38º                  | 105                       | Auguste Pierron           | R 1ª                      | 164     | Georges Nemo          | R 1ª    |
| 29                   | André Blaise         | R 4ª                 | 106                       | Eugène Heninger           | R 9ª                      | 165     | Gaston Neboux         | 50º     |
| 30                   | Victor Doms          | R 1ª                 | 107                       | Marcel Perriere           | R 4ª                      | 166     | Luc De Smet           | R 1ª    |
| Gladiator-Dunlop     | Gladiator-Dunlop     | Gladiator-Dunlop     | 108                       | Charles Raboison          | R 10ª                     | 167     | Charles Guyot         | R 4ª    |
| 31                   | Maurice Brocco       | 23º                  | 109                       | Maurice Leliaert          | R 1ª                      | 168     | Alfred Faure          | R 3ª    |
| 32                   | Marcel Godivier      | 30º                  | 110                       | Adrien Alpini             | 39º                       | 169     | Jean Delafaille       | R 7ª    |
| 33                   | Constant Menager     | 34º                  | 111                       | Camille Mathieu           | R 15ª                     | 171     | Repette               | R 3ª    |
| 34                   | Charles Cruchon      | 35º                  | 112                       | Celidonio Morini          | R 3ª                      | 173     | Julien Tuytten        | 24º     |
| 35                   | Charles Kippert      | 45º                  | 113                       | Charles Dumont            | 46º                       | 174     | Joseph Cassiers       | R 7ª    |
| Delage-Continental   | Delage-Continental   | Delage-Continental   | 114                       | Marcel Rottie             | 53º                       | 175     | Marcel Allain         | R 4ª    |
| 36                   | Hector Tiberghen     | 18º                  | 116                       | Roger Rivière             | R 6ª                      | 176     | Hilleret              | R 1ª    |
| 37                   | Louis Engel          | 42º                  | 118                       | Georges Lips              | R 1ª                      | 177     | Emile Lachaise        | R 6ª    |
| 38                   | Ernest Paul          | 12º                  | 119                       | René Dourdon              | R 2ª                      | 178     | Louis Grasset         | R 1ª    |
| 39                   | Louis Petitjean      | 26º                  | 120                       | Henri Pepin               | R 1ª                      | 179     | Mario Spinelli        | 44º     |
| 40                   | Charles Charron      | 21º                  | 121                       | André Coutte              | R 4ª                      | 181     | Alfons Lauwers        | R 3ª    |
| Armor-Soly           | Armor-Soly           | Armor-Soly           | 122                       | Pierre Stabat             | R 1ª                      | 182     | Vincent D'Hulst       | R 1ª    |
| 41                   | Henri Devroye        | 22º                  | 123                       | Emile Guyon               | 43º                       | 189     | Sante Goi             | 48º     |
| Clément-Dunlop       | Clément-Dunlop       | Clément-Dunlop       | 124                       | Jules Deloffre            | 36º                       | 193     | Albert Dejonghe       | R 8ª    |
| 42                   | Vincenzo Borgarello  | 25º                  | 125                       | Ali Neffati               | R 8ª                      | 194     | Louis Valckenaers     | R 1ª    |
| 43                   | Giuseppe Santhià     | R 4ª                 | 126                       | Paul Noterman             | R 1ª                      | 195     | Henri Van Lerberghe   | R 4ª    |
| 44                   | Marius Auriaux       | R 3ª                 | 127                       | Auguste Garnier           | R 3ª                      | 197     | Ottavio Pratesi       | 33º     |
| 45                   | Maurice Dejoie       | R 3ª                 |                           |                           |                           |         |                       |         |
| Phebus-Dunlop        |                      |                      |                           |                           |                           |         |                       |         |
| 47                   | Georges Passerieu    | R 3ª                 |                           |                           |                           |         |                       |         |
| 48                   | Don Kirkham          | 17º                  |                           |                           |                           |         |                       |         |
| 49                   | Ivor Munro           | 20º                  |                           |                           |                           |         |                       |         |